# Purulhá
Purulhá (del q'eqch'i, significa agua hirviendo) es un municipio del departamento de Baja Verapaz en la República de Guatemala, ubicado en el centro norte del país en la región conocida como «Corredor Biológico del Bosque Nuboso».
Luego de la Independencia de Centroamérica en 1821, Purulhá fue asignado al Circuito de Cobán en el Distrito N.º5 (Verapaz) para la impartición de justicia.
La producción cafetalera de Purulhá era transportado por medio del Ferrocarril Verapaz, el cual fue fundado el 15 de enero de 1894 entre el puerto fluvial de Panzós y el paraje de Pancajché, de treinta millas de extensión. El tren de pasajeros hacía sus servicios dos veces a la semana, los días lunes y jueves; además los días miércoles de cada semana llegaba al municipio de Panzós un barco de correos con pasajeros y carga procedente de Livingston, Izabal. Este ferrocarril estuvo en operación hasta 1965.
Durante la época de la inmigración alemana a fines del siglo xix la familia Thomae se estableció en Purulhá aprovechando las concesiones que les dieron los gobiernos liberales de Justo Rufino Barrios, Manuel Lisandro Barillas Bercián y José María Reina Barrios; tras su llegada a la Verapaz, Mauricio Thomae fue adquiriendo fincas en la región y en Purulhá específicamente se hizo de las fincas San Isidro en 1889, Nueva Aguas en 1900 y Panzal en 1902.  Durante el gobierno del general Jorge Ubico (1931-1944), la familia Thomae se consolidó como una de las más influyentes de la «Verapaz alemana», ya que Ubico había sido Jefe Político de la Verapaz durante el gobierno del licenciado Manuel Estrada Cabrera.

## Toponimia
Muchos topónimos guatemaltecos están compuestos por el nombre en castellano del santo católico celebrado en la fecha en que se fundó el poblado, y un vocablo en náhuatl;  esto es porque las tropas que invadieron la región en la década de 1520 al mando de Pedro de Alvarado estaban compuestas por españoles e indígenas tlaxcaltecas y cholultecas.. En el menor de los casos, los topónimos están en la lengua aborigen de la localidad; desde la época colonial el municipio fue conocido como «San Antonio Purulhá».
El topónimo derivaría del nombre en q'eqch'i de los términos «purul» que significa «Cosa que hierve» y «ha» que significa «agua», por lo que significaría «Agua que hierve» o «agua hirviendo».

### Nombre en [pq'omch'i
En poc'omch'i derivaría de los términos «pur» que significa «Jute», «purul» que significa «Jute de» y «ha» que significa «Agua», por lo que significaría «Jute de agua». Esta versión coincide con la descripción del territorio ya que existe una gran variedad de jutes en el río del Mezcal.

## Geografía física

### Clima
La cabecera municipal de Purulhá tiene clima templado (Clasificación de Köppen: Cfb).
| Parámetros climáticos promedio de Purulhá | Parámetros climáticos promedio de Purulhá | Parámetros climáticos promedio de Purulhá | Parámetros climáticos promedio de Purulhá | Parámetros climáticos promedio de Purulhá | Parámetros climáticos promedio de Purulhá | Parámetros climáticos promedio de Purulhá | Parámetros climáticos promedio de Purulhá | Parámetros climáticos promedio de Purulhá | Parámetros climáticos promedio de Purulhá | Parámetros climáticos promedio de Purulhá | Parámetros climáticos promedio de Purulhá | Parámetros climáticos promedio de Purulhá | Parámetros climáticos promedio de Purulhá |
| Mes                                       | Ene.                                      | Feb.                                      | Mar.                                      | Abr.                                      | May.                                      | Jun.                                      | Jul.                                      | Ago.                                      | Sep.                                      | Oct.                                      | Nov.                                      | Dic.                                      | Anual                                     |
| ----------------------------------------- | ----------------------------------------- | ----------------------------------------- | ----------------------------------------- | ----------------------------------------- | ----------------------------------------- | ----------------------------------------- | ----------------------------------------- | ----------------------------------------- | ----------------------------------------- | ----------------------------------------- | ----------------------------------------- | ----------------------------------------- | ----------------------------------------- |
| Temp. máx. media (°C)                     | 18.8                                      | 20.2                                      | 21.7                                      | 22.4                                      | 22.8                                      | 22.2                                      | 21.5                                      | 21.8                                      | 22.0                                      | 21.1                                      | 20.3                                      | 19.7                                      | 21.2                                      |
| Temp. media (°C)                          | 14.6                                      | 15.4                                      | 16.7                                      | 17.5                                      | 18.2                                      | 18.2                                      | 17.8                                      | 17.8                                      | 17.9                                      | 17.3                                      | 16.2                                      | 15.3                                      | 16.9                                      |
| Temp. mín. media (°C)                     | 10.4                                      | 10.7                                      | 11.8                                      | 12.6                                      | 13.6                                      | 14.3                                      | 14.1                                      | 13.9                                      | 13.9                                      | 13.5                                      | 12.1                                      | 10.9                                      | 12.7                                      |
| Precipitación total (mm)                  | 81                                        | 48                                        | 68                                        | 68                                        | 174                                       | 325                                       | 329                                       | 245                                       | 272                                       | 205                                       | 125                                       | 66                                        | 2006                                      |
| Fuente: Climate-Data.org                  |                                           |                                           |                                           |                                           |                                           |                                           |                                           |                                           |                                           |                                           |                                           |                                           |                                           |

El área del municipio en su mayoría es montañosa, peñascos y siguanes y tierras calizas altas propias del norte del país son parte de su estructura geográfica, y en su mayoría las pendientes son aptas para vocación forestal y propicia para cultivos hortícolas y agro-forestales.

### Ubicación geográfica
- Norte: Tactic, Tamahú y Tucurú, municipios del departamento de Alta Verapaz
- Noroeste: Tactic
- Sur: Salamá, municipio del departamento de Baja Verapaz
- Este y noreste: Santa Catalina La Tinta, municipio de Alta Verapaz[11]

| Noroeste: Tactic | Norte: Tactic Tamahú Tucurú | Nordeste: Santa Catalina La Tinta |
|                  |                             | Este: Santa Catalina La Tinta     |
|                  | Sur: Salamá                 |                                   |

## Gobierno municipal
Los municipios se encuentran regulados en diversas leyes de la República, que establecen su forma de organización, lo relativo a la conformación de sus órganos administrativos y los tributos destinados para los mismos.  Aunque se trata de entidades autónomas, se encuentran sujetos a la legislación nacional y las principales leyes que los rigen desde 1985 son:
| N.º | Ley                                                | Descripción |
| --- | -------------------------------------------------- | --- |
| 1   | Constitución Política de la República de Guatemala | Tiene una regulación legal específica para los municipios en los artículos 253 al 262. |
| 2   | Ley Electoral y de Partidos Políticos              | Ley de carácter constitucional aplicable a los municipios en el tema de la conformación de sus autoridades electas. |
| 3   | Código Municipal                                   | Decreto 12-2002 del Congreso de la República de Guatemala. Tiene la categoría de ley ordinaria y contiene preceptos generales aplicables a todos los municipios, e inclusive contiene legislación referente a la creación de los municipios.             |
| 4   | Ley de Servicio Municipal                          | Decreto 1-87 del Congreso de la República de Guatemala. Regula las relaciones entra la municipalidad y los servidores públicos en materia laboral. Tiene su base constitucional en el artículo 262 de la constitución que ordena la emisión de la misma. |
| 5   | Ley General de Descentralización                   | Decreto 14-2002 del Congreso de la República de Guatemala. Regula el deber constitucional del Estado, y por ende del municipio, de promover y aplicar la descentralización y desconcentración económica y administrativa.                                |

El gobierno de los municipios está a cargo de un Consejo Municipal mientras que el código municipal —ley ordinaria que contiene disposiciones que se aplican a todos los municipios— establece que «el consejo municipal es el órgano colegiado superior de deliberación y de decisión de los asuntos municipales […] y tiene su sede en la circunscripción de la cabecera municipal»; el artículo 33 del mencionado código establece que «[le] corresponde con exclusividad al concejo municipal el ejercicio del gobierno del municipio».
El concejo municipal se integra con el alcalde, los síndicos y concejales, electos directamente por sufragio universal y secreto para un período de cuatro años, pudiendo ser reelectos.
Existen también las Alcaldías Auxiliares, los Comités Comunitarios de Desarrollo (COCODE), el Comité Municipal del Desarrollo (COMUDE), las asociaciones culturales y las comisiones de trabajo. Los alcaldes auxiliares son elegidos por las comunidades de acuerdo a sus principios y tradiciones, y se reúnen con el alcalde municipal el primer domingo de cada mes, mientras que los Comités Comunitarios de Desarrollo y el Comité Municipal de Desarrollo organizan y facilitan la participación de las comunidades priorizando necesidades y problemas.

## Historia
Los primeros pobladores llegaron en el año de 1809 ya que iban en busca de pastos para su ganado y agua para sus cultivos; entre 1810 y 1830 el poblado se fue desarrollando gracias a los recursos naturales que había a su alrededor.

### Tras la Independencia de Centroamérica
La constitución del Estado de Guatemala promulgada el 11 de octubre de 1825 estableció los circuitos para la administración de justicia en el territorio del Estado y menciona que el poblado de Purulhá —llamado entonces «Purulá»— era parte del Circuito Cobán en el Distrito N.º 5 de (Verapaz) junto con el mismo Cobán, Carchá, Santa Cruz, San Cristóbal, San Joaquín, Santa Ana, Tamajú, Tucurú, Chamiquín y San Juan Chamelco.

### Ferrocarril Verapaz
1. Pancajché
2. Santa Catalina La Tinta
3. Panzós
4. Cobán

El Ferrocarril Verapaz fue fundado el 15 de enero de 1894 mediante la firma de un contrato por noventa años entre el estado de Guatemala -presidido por el General José María Reina Barrios- y el señor Walter Dauch, representante de la compañía «Ferrocarril Verapaz & Agencia del Norte Limitada». Este contrato preveía la construcción, mantenimiento y explotación de un tramo de ferrocarril entre el Puerto Fluvial de Panzós y el paraje de Pancajché, de treinta millas de extensión. El tren de pasajeros hacía sus servicios dos veces a la semana, los días lunes y jueves; además los días miércoles de cada semana llegaba al municipio de Panzós un barco de correos con pasajeros y carga procedente de Livingston (Izabal), Izabal. Además de las terminales en Panzós y Pancajché, había estaciones en Santa Rosita, La Tinta, y Papalhá.
En 1898, se reportó que dada la riqueza del café producido en Cobán, que en ese entonces era la tercera ciudad más grande de Guatemala, se estaba ampliando el ferrocarril desde Panzós hasta esa ciudad.  El ferrocarril estuvo en uso continuo hasta 1965.

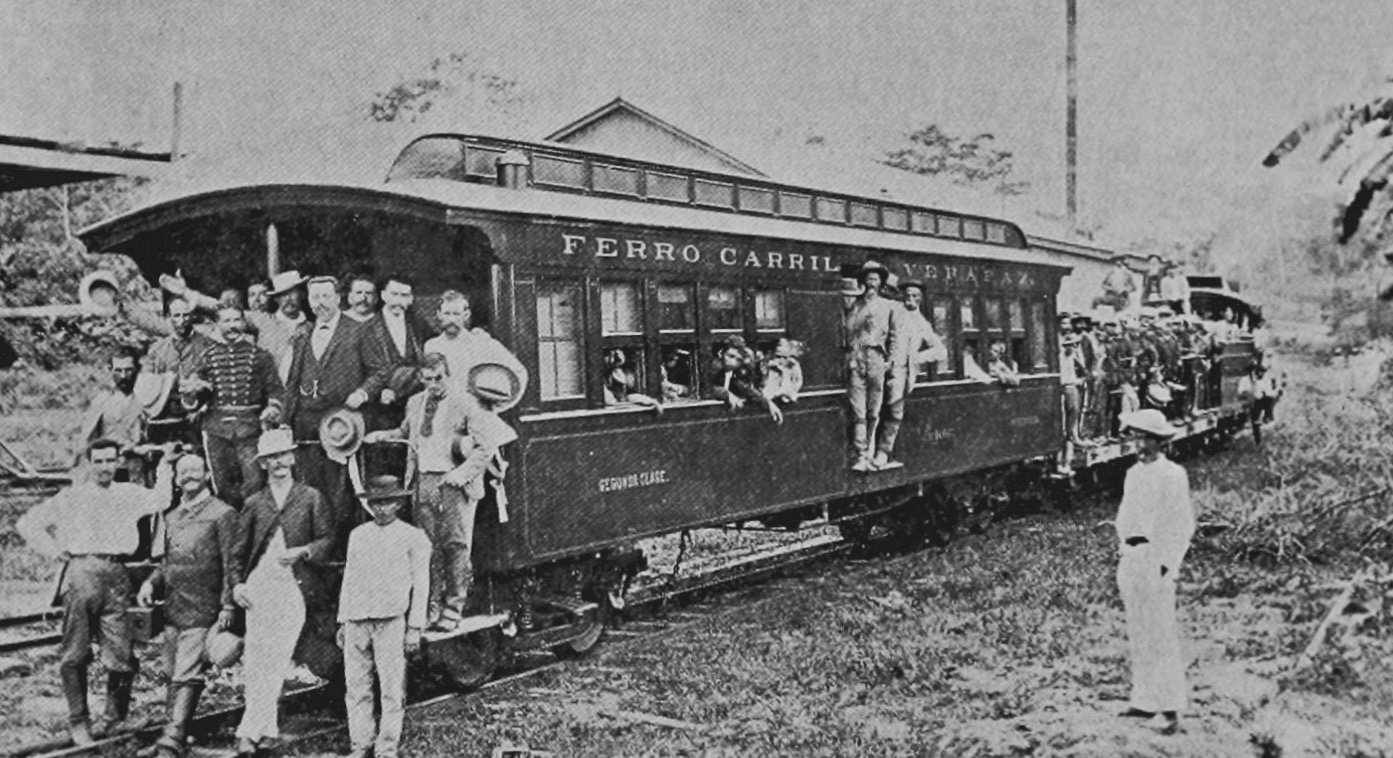
Viaje inaugural del Ferrocarril Verapaz en 1894.
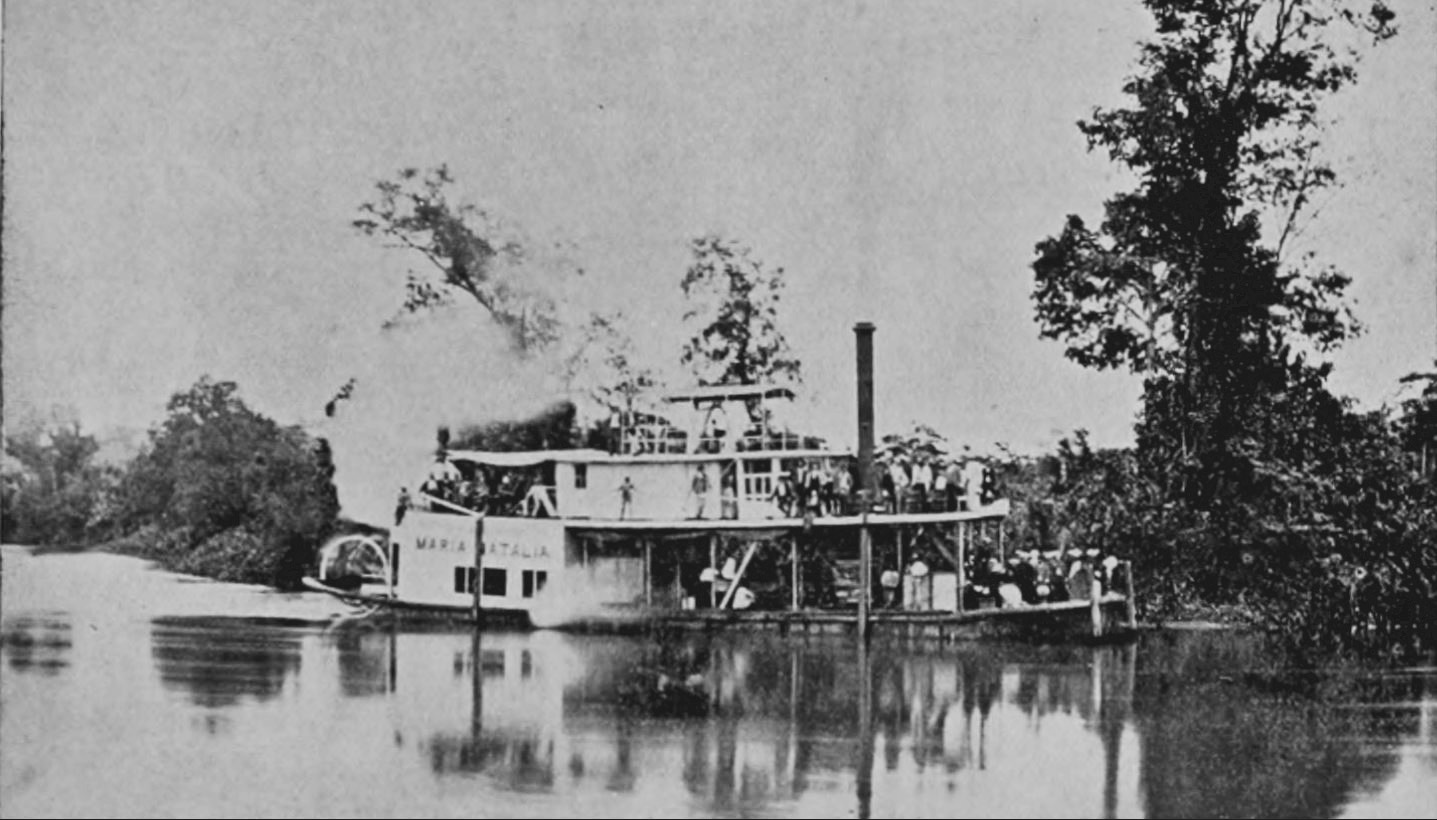
Vapor del ferrocarril Verapaz navegando por el río Polochic.
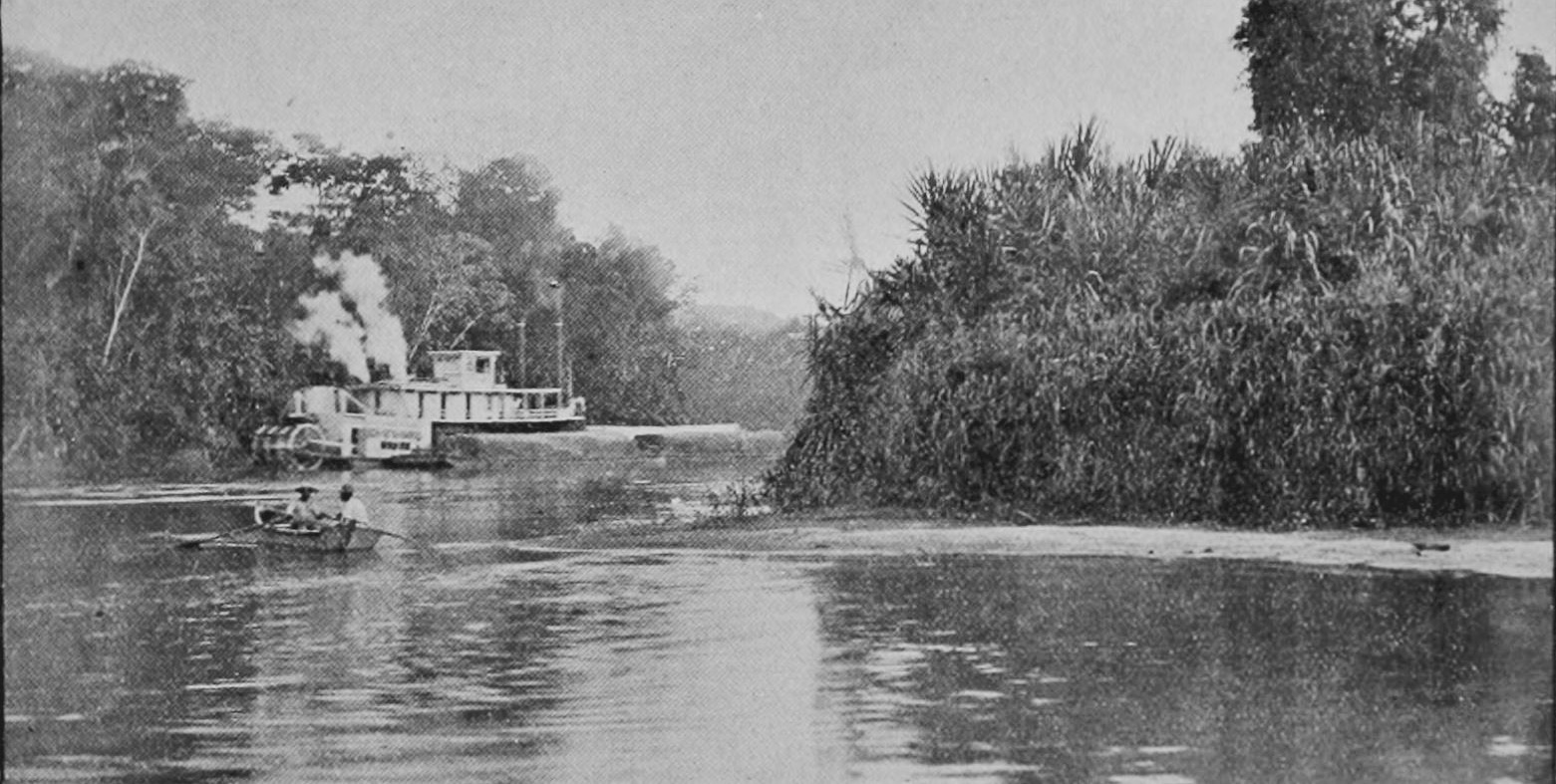
Vapor del ferrocarril Verapaz transportando café.
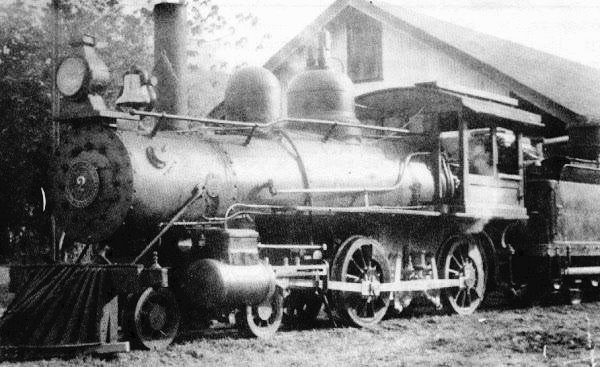
Locomotora del ferrocarril Verapaz en la década de 1900.

### Familia Thomae
Una de las familias alemanas más fuertes a fines del siglo xix fueron los Thomae, quienes se establecieron en Purulhá.  Las primeras fincas de Mauricio Thomae fueron:
| Año  | Finca       | Ubicación | Año  | Finca      | Ubicación |
| ---- | ----------- | --------- | ---- | ---------- | --------- |
| 1882 | Cubilgüitz  | Cobán     | 1889 | San Isidro | Purulhá   |
| 1897 | Comija      | Tamahú    | 1897 | Popabaj    | Tucurú    |
| 1900 | Nueve Aguas | Purulhá   | 1902 | Panzal     | Purulhá   |
| 1902 | Rocjá       | Tamahú    | 1902 | Paijá      | Tucurú    |
| 1905 | Chimox      | Tucurú    |      | Chimox     |           |

Durante el gobierno del general Jorge Ubico (1931-1944), Mauricio Thomae llegó consolidarse como uno de los terratenientes más influyentes de la Verapaz alemana junto a los Sarg, los Sapper y los Diesseldorf. Ubico había sido jefe político de Cobán durante el gobierno del licenciado Manuel Estrada Cabrera y se hizo amigo de varias familias alemanas, incluyendo la familia  Thomae.
Durante el siglo xx la familia Thomae continuó controlando buena parte del territorio de Purulhá por medio de sus fincas cafetaleras. Luego de «la crisis del café» en 2000, los Thomae diversificaron sus inversiones hacia al negocio hidroeléctrico, turístico y de incentivos forestales; de hecho en 2015 se planifica la construcción del megaproyecto Enerjá (25 MW) que se conectará al proyecto hidroeléctrico El Cafetal (8,36 MW) en la Finca Bremen, también de la familia Thomae.